# Pachydactylus formosus
Pachydactylus formosus este o specie de șopârle din genul Pachydactylus, familia Gekkonidae, descrisă de Smith 1849. Conform Catalogue of Life specia Pachydactylus formosus nu are subspecii cunoscute.